# روز طولانی تمام می‌شود
روز طولانی تمام می‌شود (به انگلیسی: The Long Day Closes) یک فیلم زندگی‌نامه‌ای و درام بریتانیایی محصول سال ۱۹۹۲ به نویسندگی و کارگردانی ترنس دیویس با بازی مارجوری یتس، لی مک کورمک و آنتونی واتسون است. این فیلم در جشنواره فیلم کن ۱۹۹۲ منتشر شد.

## داستان
داستان فیلم در اواسط دهه ۱۹۵۰ در لیورپول می‌گذرد. داستان مربوط به یک پسر دوازده ساله خجالتی به نام باد و مادر و خواهر و برادر مهربانش است. او زندگی غنی از تخیل دارد که بر روابط خانوادگی، کلیسا و مبارزاتش در مدرسه متمرکز است. موسیقی و گفتگوهای فیلم به او این امکان را می‌دهد که محیط فیزیکی کوچک خود را غنی کند.